# Castelo de Aixa
O Castelo de Aixa localiza-se no lugar de Beniquesi, município de Alcalalí, na província de Alicante, comunidade autónoma da Comunidade Valenciana, na Espanha.

## História
Ergue-se em posição dominante sobre a povoação, a 600 metros do nível do mar, na serra do Castellet de Aixa, entre a Llosa de Camacho e Jalón, que abarca todo o vale de Pop.
De pequenas dimensões, encontra-se actualmente em ruínas, podendo ser apreciados alguns restos dos seus alicerces e de muralhas, com destaque para os da sua torre de menagem, de planta rectangular, com as dimensões de 12 metros de comprimento por 4 metros de largura. O castelo conta ainda com três pequenos poços superficiais e uma fonte de água.